# Boxing Day

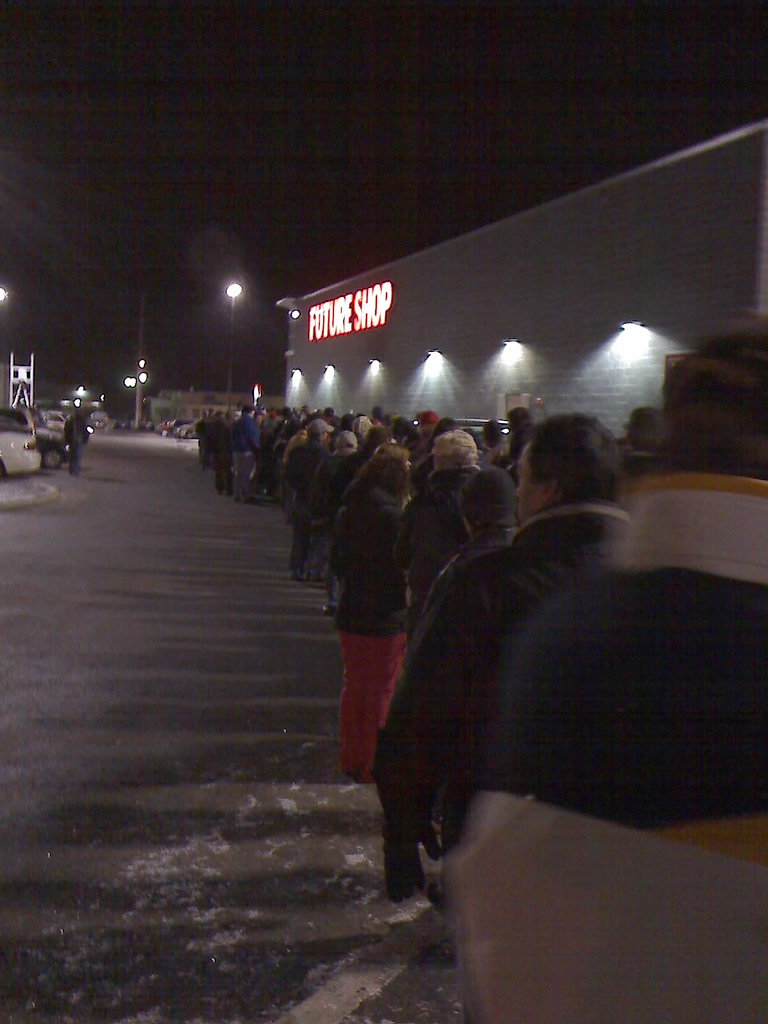
Fila em estabelecimento comercial durante o Boxing Day

Boxing Day é o termo utilizado em numerosos países anglófonos para designar um feriado secular comemorado no dia seguinte ao dia de Natal, ou seja, em 26 de dezembro.
Atualmente o dia é uma ocasião de liquidações, sendo um dos dias mais movimentados do comércio nos países onde é comemorado, nomeadamente o Canadá. Normalmente é o primeiro dia após o Natal, para que as pessoas possam trocar os presentes indesejados e resgatar vales-presente.
No Reino Unido, o Boxing Day, além de ser um feriado bancário e religioso (sendo este o dia de Santo Estêvão, santo muito popular entre os católicos), é também uma data comemorativa em relação ao futebol, sendo que ocorre uma rodada completa de todas as divisões do futebol britânico neste dia.
No Brasil, o Boxing Day começou a ganhar espaço a partir de 2011, a partir do trabalho do site Busca Descontos. Para se ter ideia, a data movimentou R$ 81,6 milhões no e-commerce em 2012 – alta de 39% em relação ao ano anterior –, conforme estudo do Ebit. Ao todo, foram realizados mais de 200 mil pedidos, e grandes sites participaram da promoção, como Shoptime e Saraiva.